# Pueblo Piro

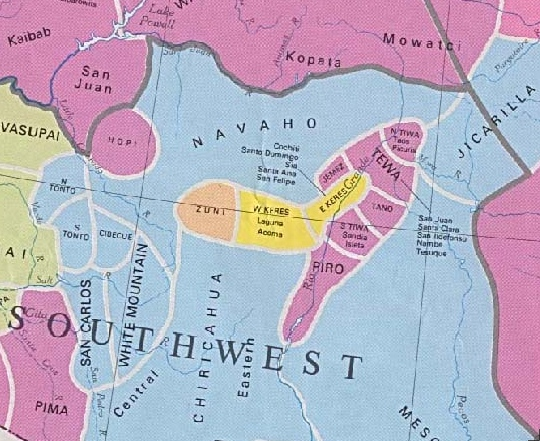
Localització del Pueblo Piro.

El Pueblo Piro /ˈpɪroʊ/ (no confondre amb els piro o yine del departament d'Ucayali al Perú) foren un poble amerindi de cultura pueblo que vivia en alguns assentaments a la vall del riu Grande al voltant de l'actual Socorro, Nou Mèxic, USA. L'actualment extingida llengua piro formava part del grup tiwa. Ja fos de forma voluntària o no, alguns piros foren hospitalaris amb els primers colonitzadors espanyols que va arribar-hi el 1598. Com a resultat els espanyols va donar primer a uns i després a altres pueblos Piro el nom de Socorro.
En anys posteriors, però, els piro, com la majoria dels altres grups pueblo, van patir cada vegada més l'opressió de la dominació colonial. Van esclatar diverses rebel·lions en els anys 1660 i 1670, però els espanyols sempre van conservar l'avantatge. En el moment de la revolta pueblo de 1680 les comunitats piro havia disminuït fins al punt que la famosa rebel·lió va tenir lloc sense ells. Diversos centenars de piros acompanyaren (voluntàriament o no) els espanyols que fugien al sud d'El Pas del Norte (avui Ciudad Juárez, Mèxic), altres foren dispersats i es va unir a altres grups pueblo. Cap dels pobles Piro mai va ser repoblat pels habitants originals.
Se sap molt poc sobre els piros. Actualment hi ha una excavació arqueològica activat cada any al juny i juliol, en un lloc proper a Socorro.

## Pueblos Piro
- Teypana
- Pilabó
- Senecú